# Francisco Martinicorena
Francisco Martinicorena Sellanes (Montevideo, 9 febbraio 2004) è un calciatore uruguaiano, attaccante del Danubio.

## Carriera
Martinicorena è cresciuto nel settore giovanile del Danubio, con cui ha firmato il primo contratto professionistico il 28 aprile 2022. Il 17 luglio seguente ha esordito in prima squadra nell'incontro di Primera División perso 2-1 contro il Defensor Sporting.
Il 1º marzo 2024 è stato ceduto in prestito per una stagione al Sud América.

## Statistiche

### Presenze e reti nei club
Statistiche aggiornate al 25 maggio 2024.
| Stagione        | Squadra         | Campionato      | Campionato | Campionato | Coppe nazionali | Coppe nazionali | Coppe nazionali | Coppe continentali | Coppe continentali | Coppe continentali | Altre coppe | Altre coppe | Altre coppe | Totale | Totale |
| Stagione        | Squadra         | Comp            | Pres       | Reti       | Comp            | Pres            | Reti            | Comp               | Pres               | Reti               | Comp        | Pres        | Reti        | Pres   | Reti   |
| --------------- | --------------- | --------------- | ---------- | ---------- | --------------- | --------------- | --------------- | ------------------ | ------------------ | ------------------ | ----------- | ----------- | ----------- | ------ | ------ |
| 2022            | Danubio         | PD              | 7          | 0          | CU              | 1               | 0               | -                  | -                  | -                  | -           | -           | -           | 8      | 0      |
| 2023            | Danubio         | PD              | 4          | 0          | CU              | 2               | 0               | CS                 | 0                  | 0                  | -           | -           | -           | 6      | 0      |
| 2024            | Sud América     | SD              | 6          | 0          | CU              | 0               | 0               | -                  | -                  | -                  | -           | -           | -           | 6      | 0      |
| Totale carriera | Totale carriera | Totale carriera | 17         | 0          |                 | 3               | 0               |                    | 0                  | 0                  |             | -           | -           | 20     | 0      |